# Зозулині черевички (заповідне урочище)
Зозу́лині череви́чки — заповідне урочище місцевого значення в Україні. Об'єкт природно-заповідного фонду Волинської області. 
Розташоване в межах Луцького району Волинської області, на північний захід від міста Ківерці. 
Площа 65 га. Статус присвоєно згідно з рішенням Волинської облради від 16.12.2003 року № 9/12. Перебуває у віданні філії «Ківерцівське лісове господарство», Ківерцівське л-во, кв. 113, 114. 
Статус присвоєно для збереження частини лісового масиву з цінним природним комплексом високобонітетних сосново-дубових насаджень віком понад 80 років. 
У трав'яному покриві зростають чернець колосистий, вороняче око звичайне, відьмине зілля звичайне, стоколос Бенекена, щитник чоловічий, щитолисник звичайний, безщитник жіночий, просянка розлога, веснівка дволиста та ін. 
Траплаються рідкісні види рослин — зозулині черевички справжні, лілія лісова, кадило сарматське, занесені до Червоної книги України та регіонально рідкісний вид - молочай гранчастий.

## Галерея

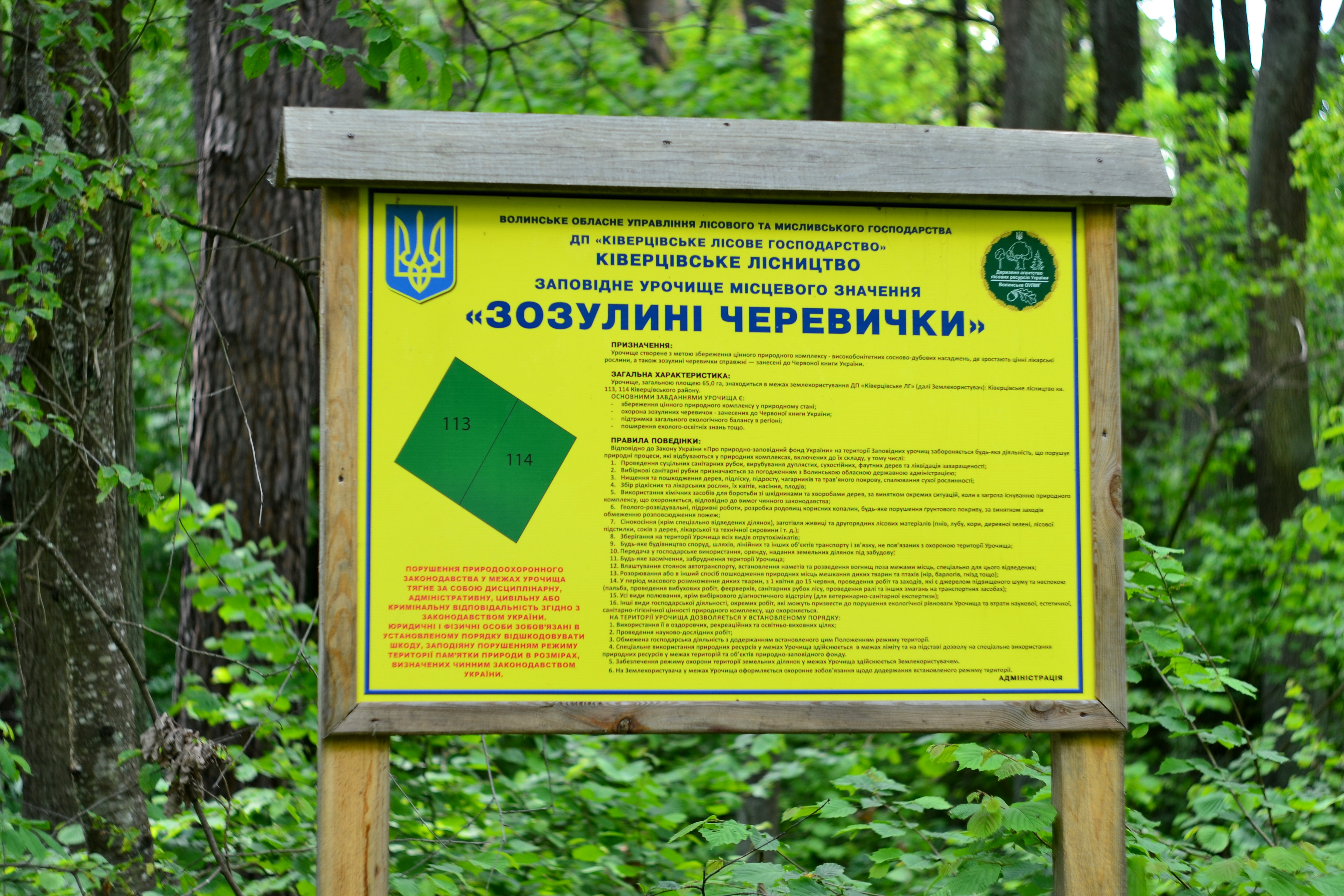
Інформаційна дошка
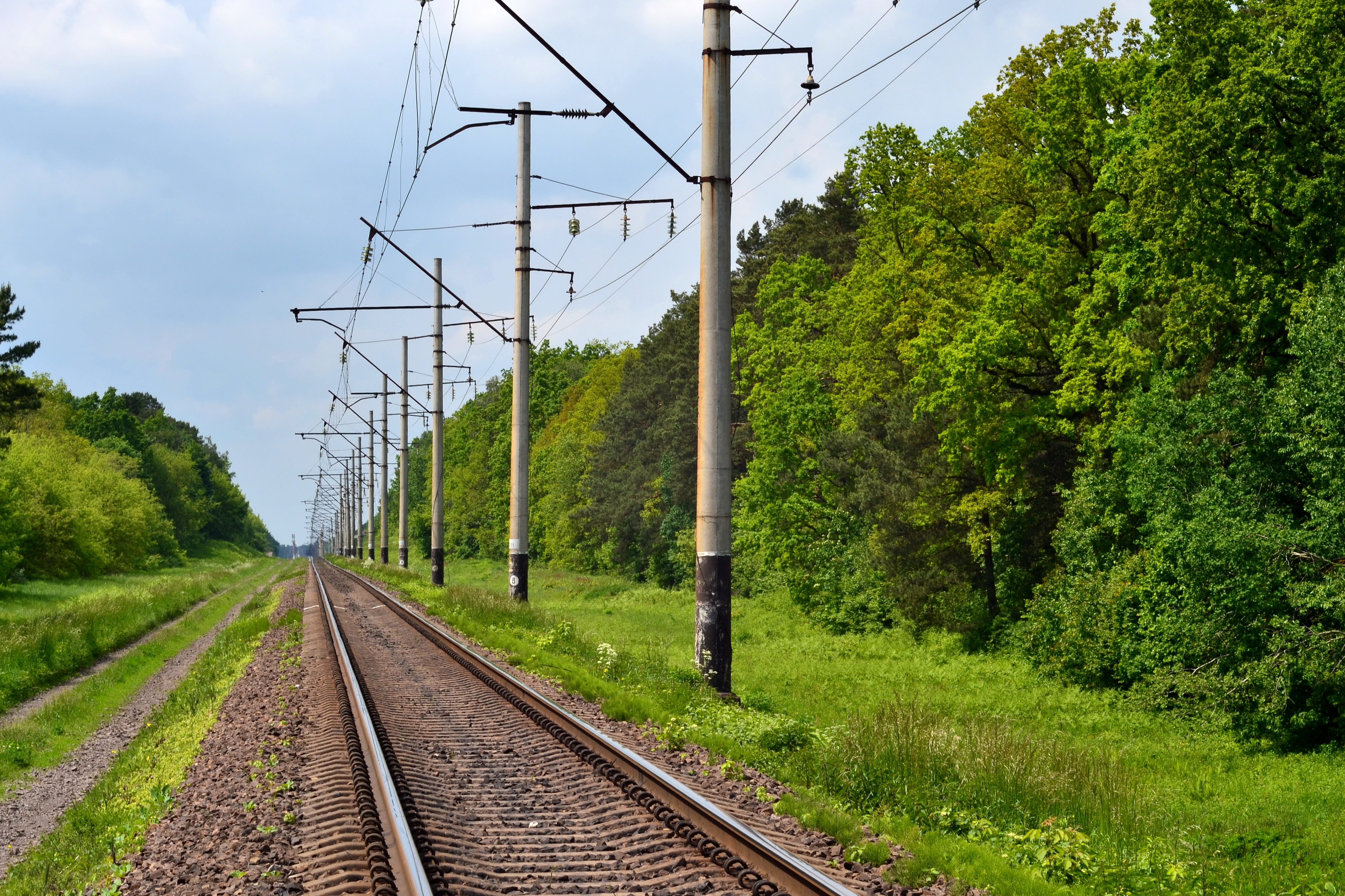
Південна частина
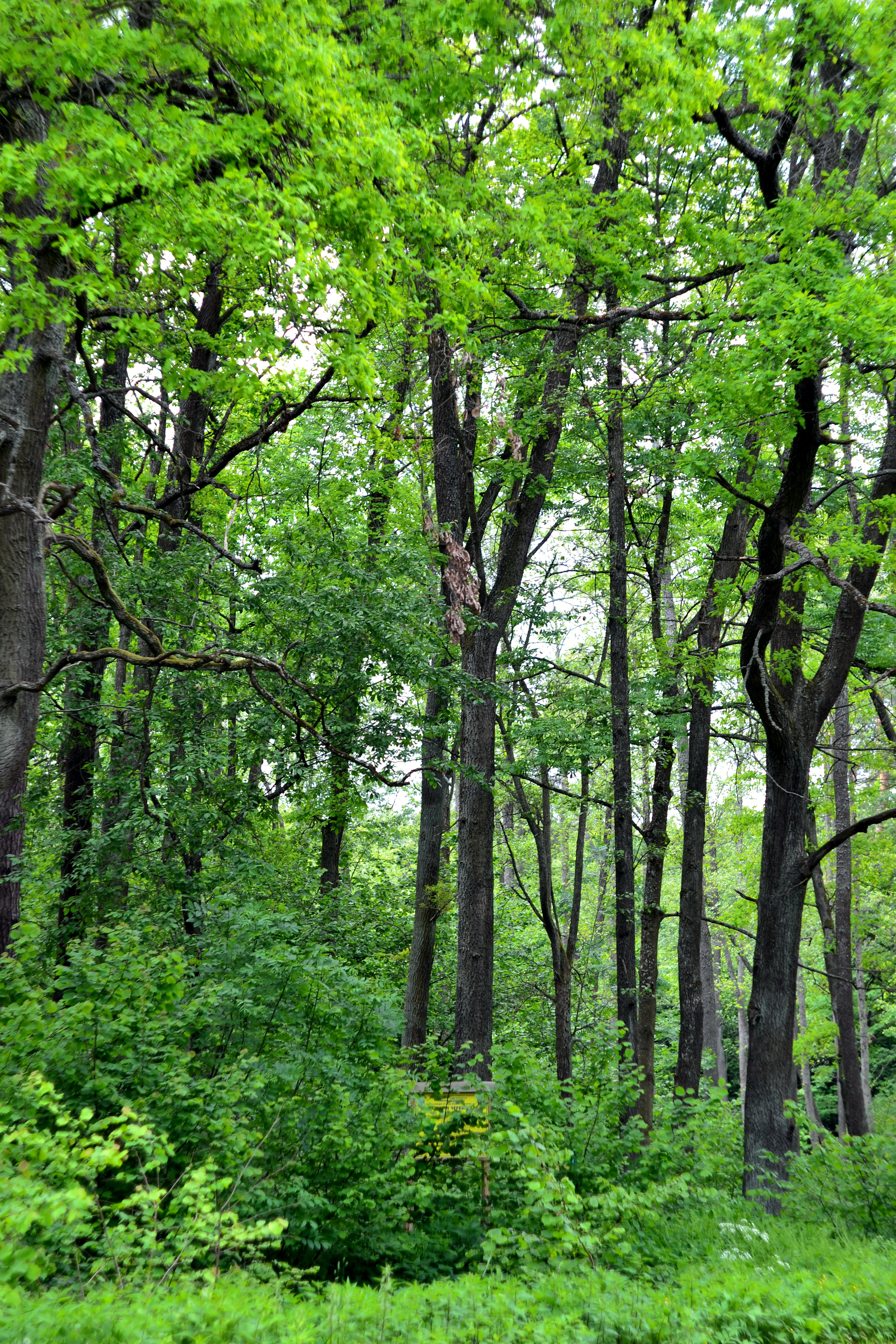
Північна частина
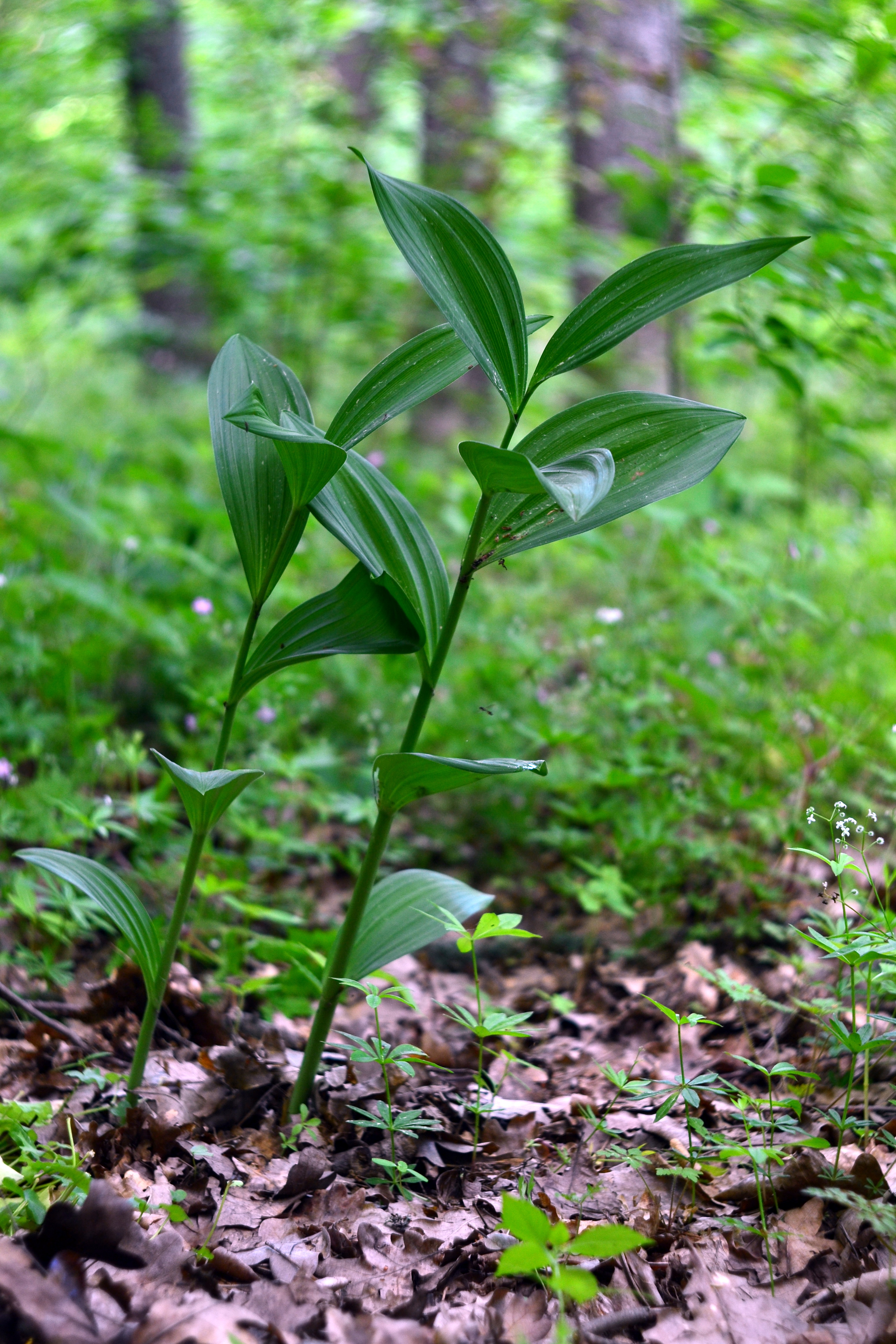
Зозулині черевички справжні (без цвіту)
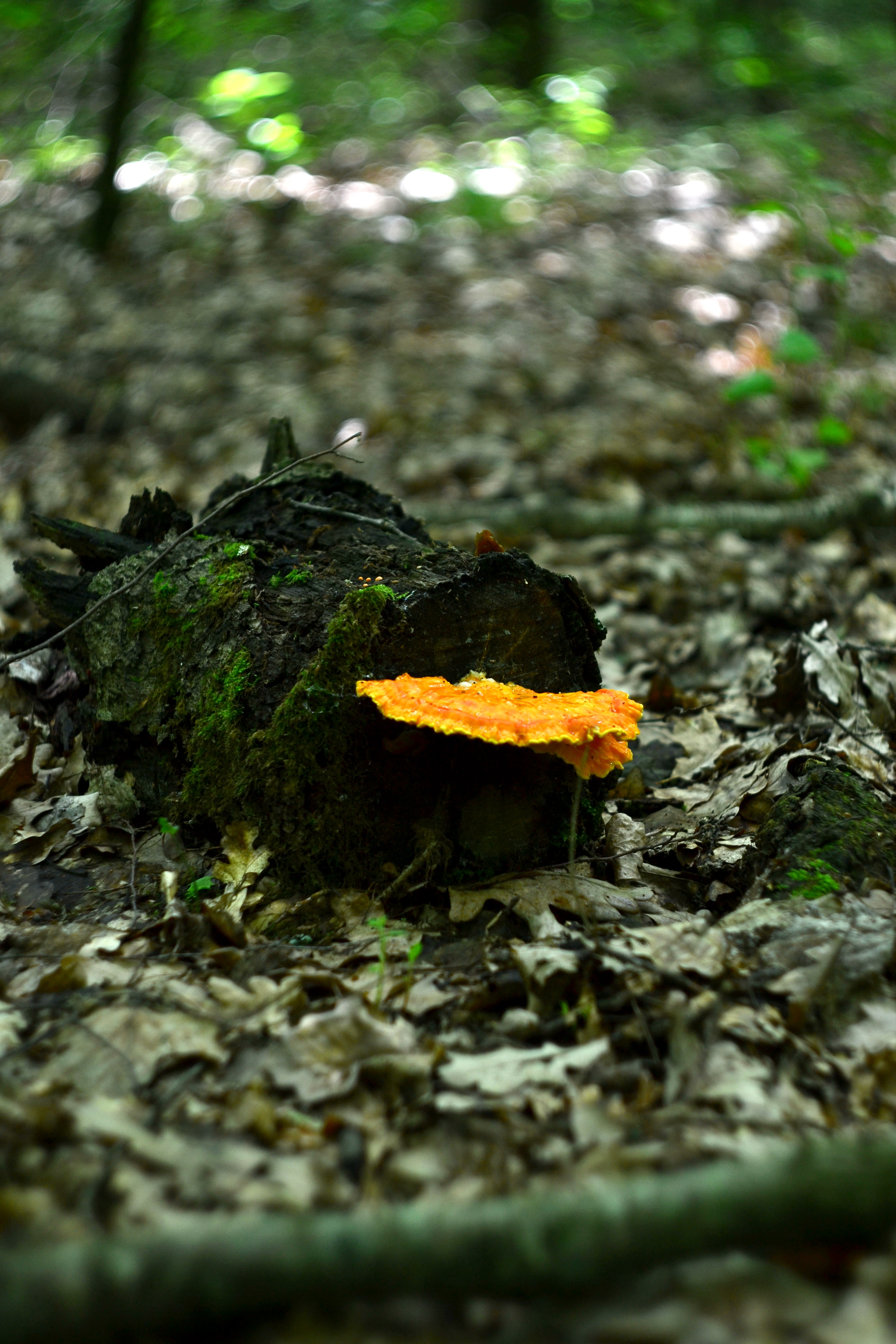
Трутовик сірчано-жовтий
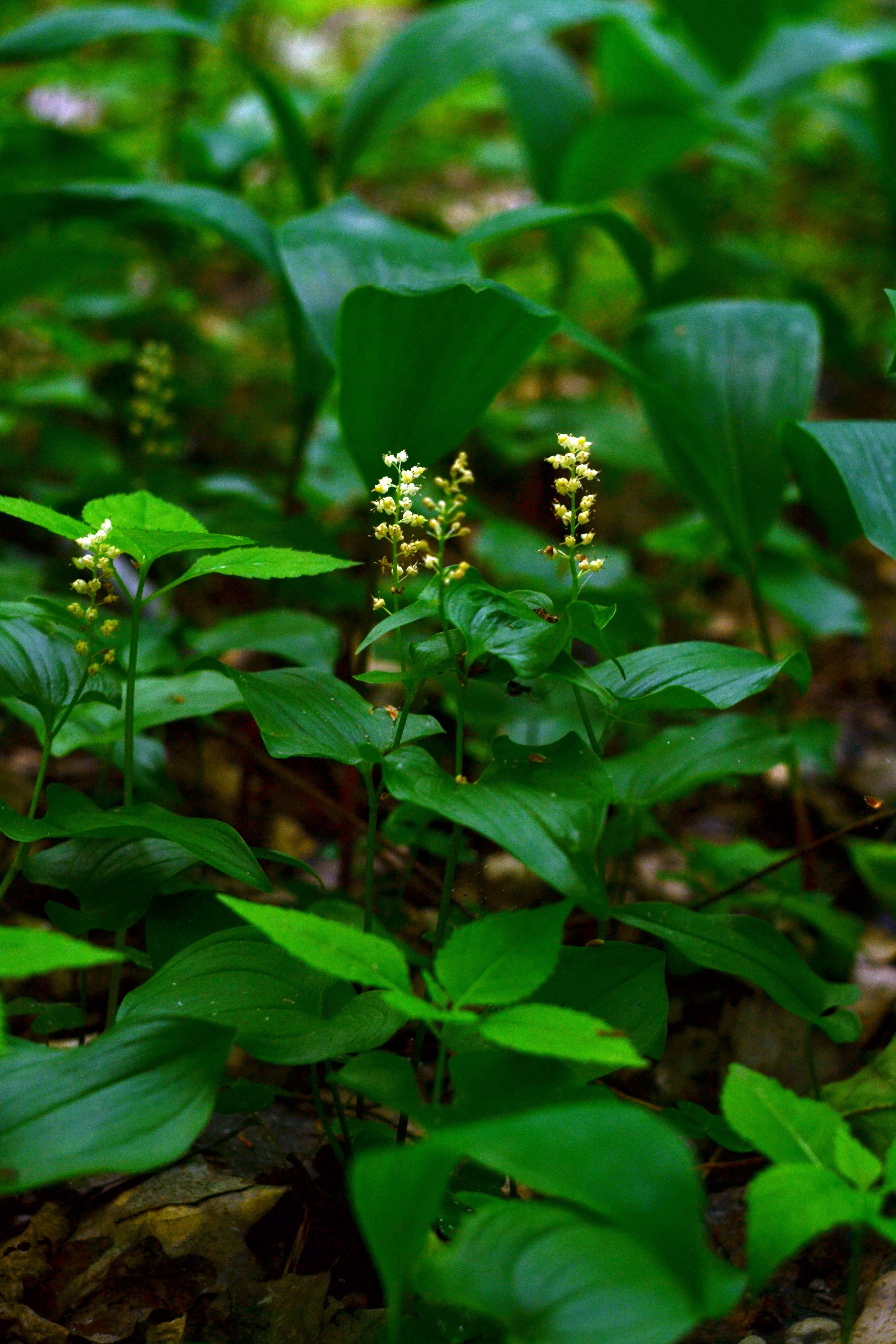
Веснівка дволиста